# کویین‌بورو
longitudeکویین‌بوروlatitudeکویین‌بورو
کویین‌بورو (به انگلیسی: Queenborough) یک شهرک در بریتانیا است که در انگلستان واقع شده‌است.

## خصوصیات
کویین‌بورو ۳٬۴۷۱ نفر جمعیت دارد.